# Cementerio de San Justo
El cementerio de la Sacramental de San Justo, San Millán y Santa Cruz está ubicado en la ciudad española de Madrid y sigue activo en la actualidad, separado por una tapia del cementerio de San Isidro, que en un principio se llamó de San Pedro y San Andrés. Se encuentra entre el paseo de la Ermita del Santo y la Vía Carpetana, en el distrito de Carabanchel. Su entrada está en el número 70 del citado paseo de la Ermita del Santo. Este cementerio es el lugar de descanso de muchos españoles famosos, como artistas, periodistas, poetas y cantantes. En 2021 fue incluido en el listado de Cementerios singulares de la Comunidad de Madrid.

## Historia
Empezado a construir en 1846, las obras finalizarían en agosto de 1847 en el Cerro de las Ánimas al igual que el de San Pedro y San Andrés. Al principio solo tenía un patio, el de San Miguel, donde se encuentra la capilla y en cuyo altar está la efigie de San Miguel del convento franciscano de los Ángeles.
El proyecto inicial del cementerio correspondió al arquitecto Wenceslao Gaviña y Vaquero.
En él yacen importantes personajes literarios del siglo XIX como Larra, José de Espronceda, Bretón de los Herreros, Francisco Villaespesa, Ramón de Campoamor, los hermanos Álvarez Quintero, Adelardo López de Ayala, Manuel Tamayo y Baus. Los restos de los compositores Federico Chueca y Ruperto Chapí también se hallan aquí, al igual que los del pintor Vicente Palmaroli y del grabador Bernardo Rico, los políticos Ramón Nocedal y Pedro Sainz Rodríguez o el actor Manuel Dicenta.

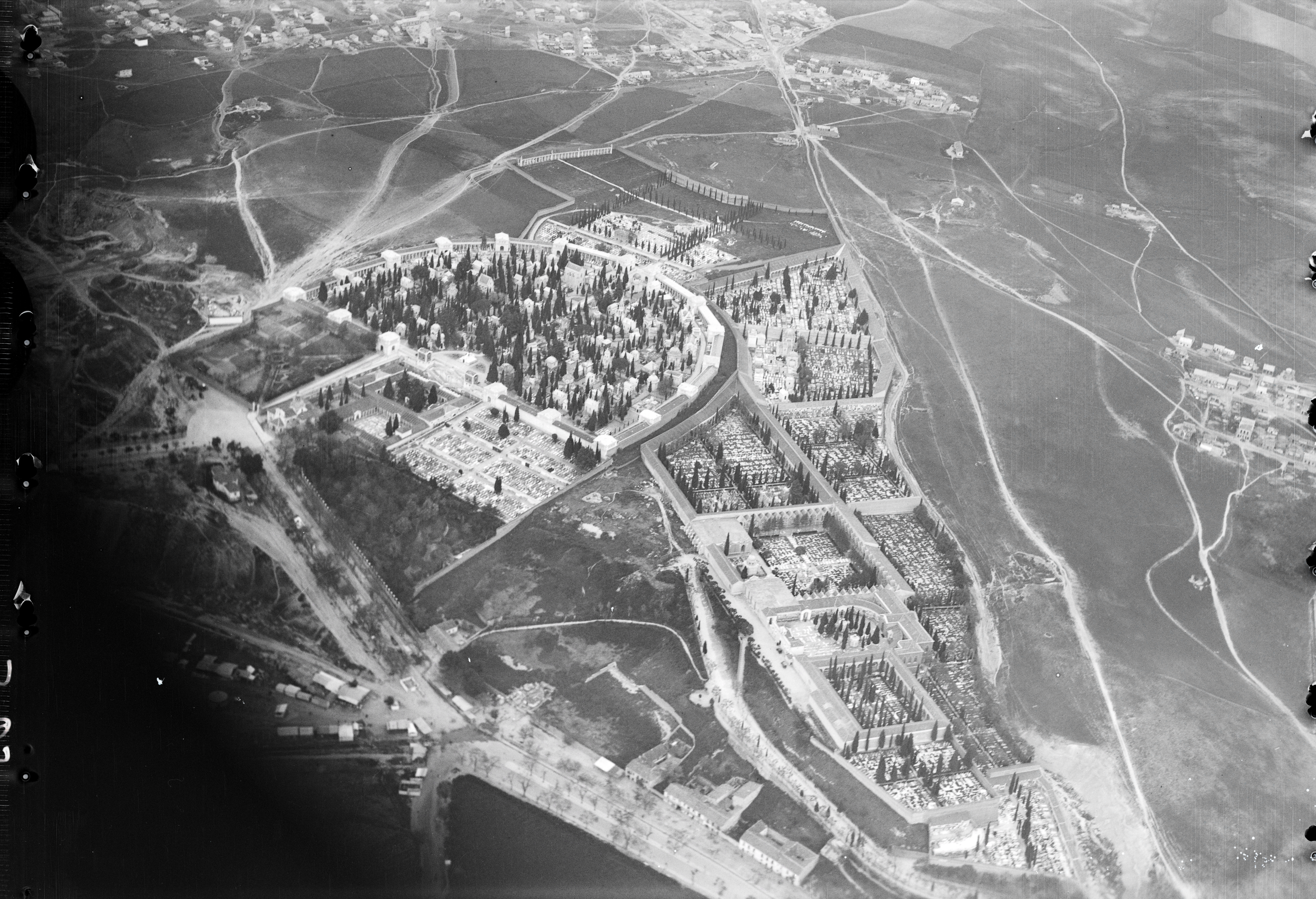
Cementerios de San Isidro (izqda) y San Justo (dcha) hacia 1928.

También se encuentran en este cementerio los restos de Ana María Delgado Briones, más conocida como Anita Delgado, quien fue maharaní de Kapurthala; los de Pastora Imperio, en una zona del cementerio que está cubierta junto a la entrada del Paseo de la Ermita del Santo; los de los padres y el hermano de Camilo José Cela; los de la madre de Federico García Lorca, Vicenta Lorca Romero; los del capitán general de Cuba de 1887 a 1889 Sabas Marín y González; los del periodista y autor teatral Javier de Burgos y Larragoiti, el médico Gregorio Marañón, su esposa, suegros y su único hijo varón Gregorio Marañón Moya. 
En 1902, la Asociación de Escritores y Artistas Españoles construyó el panteón donde resguardar e ir agrupando las cenizas de los personajes más ilustres en las letras y las artes (patio de Santa Gertrudis). Este panteón fue diseñado por el arquitecto Enrique María Repullés y Vargas y la ejecución de la obra de cantería es del escultor Rafael Algueró. Los primeros en ocupar este panteón fueron José de Espronceda, Mariano José de Larra, Gaspar Núñez de Arce y Eduardo Rosales. Posteriormente, se han inhumado en este lugar los restos de Leandro Fernández de Moratín, Ramón Gómez de la Serna, Blanca de los Ríos, Maruchi Fresno, Carmen Conde, Luis Escobar, Rafaela Aparicio, Sara Montiel o Luis Eduardo Aute, entre otros. A escasos metros y a la derecha del panteón de los Escritores y artistas, podemos encontrar la tumba del poeta Campoamor. También en el mismo patio está enterrado Rafael Cansinos Assens.

## Enterramientos por patios

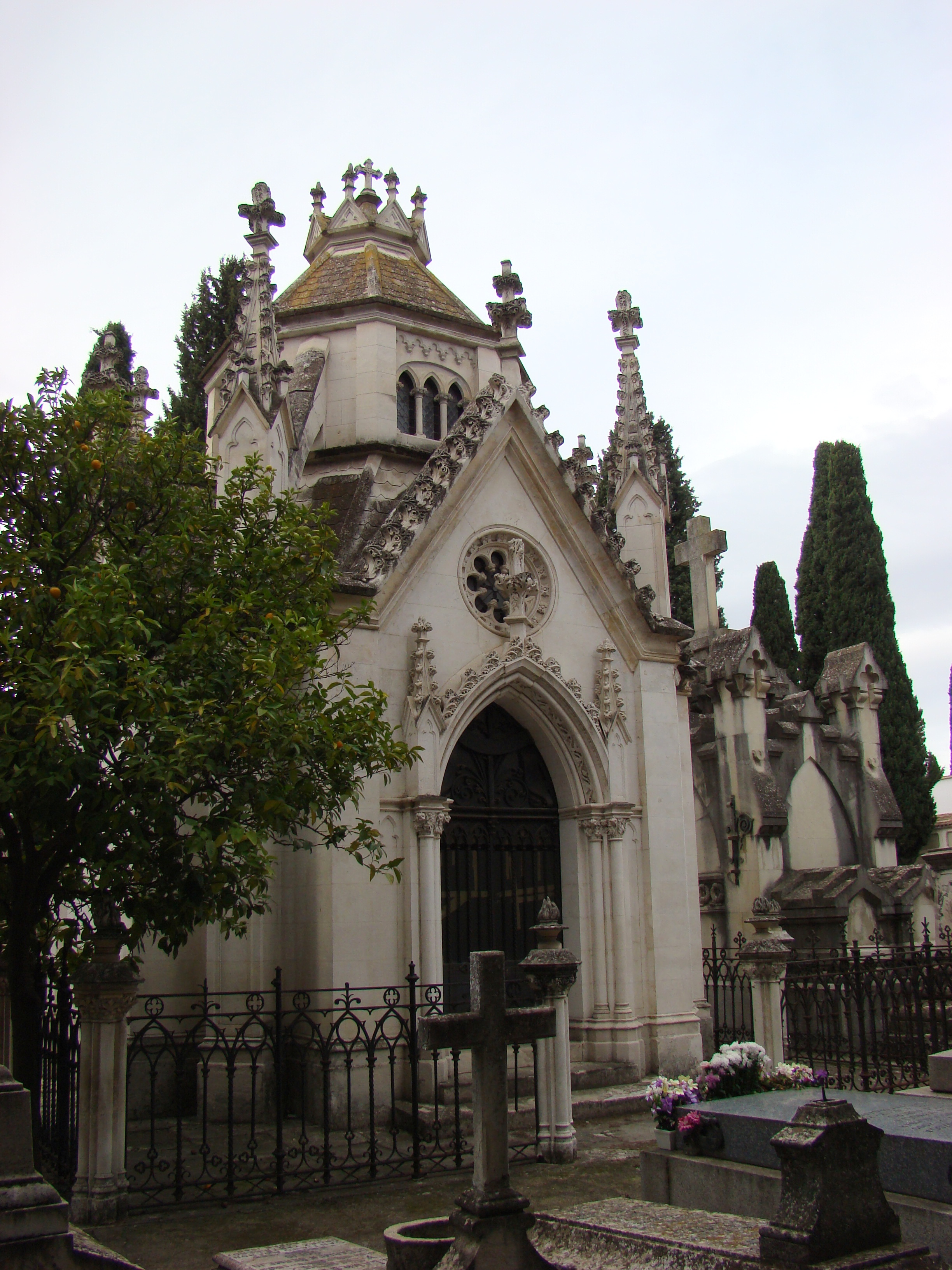
Capilla-panteón de estilo neogótico de la familia Campuzano-Querol (ca. 1885), en el patio de San Millán.

- Patio de San Miguel: Manuel Cullell, sacristán de San Millán que logró sobrevivir a los fusilamientos del 2 de mayo de 1808 (es el primer enterramiento de la Sacramental), el poeta Nicasio Gallego, los pintores Jenaro Pérez Villaamil y Carlos García Alcolea, el político José Ramón Rodil y Gayoso, el torero Luis Fuentes Bejarano y el juez Pereda.

- Patio de San Justo: Los poetas Antonio Gil de Zárate y Adelardo López de Ayala, los pintores Balaca y Antonio María Esquivel, el comandante Francisco Villamartín, los generales Joaquín de Ysasi-Ysasmendi y Manuel Villacampa del Castillo, los marqueses de Novaliches, Linares y Cubas, el escultor Agustín Querol.

- Patio de Santa Cruz: Los políticos Augusto Ulloa y Eugenio Moreno López, el doctor Gregorio Marañón, el cantautor y pintor Luis Eduardo Aute, el periodista Miguel Moya,[6] el ingeniero Juan de Ribera Piferrer o el pintor Valentín Carderera.

- Patio de Santa Catalina: Los escritores Felipe Picatoste y José Joaquín de Mora, el pintor Casto Plasencia, el poeta cubano Calixto Bernal, el jurista Ignacio Izquierdo.
- Patio de San Millán: el escultor Sabino Medina, el arquitecto Antonio López Aguado, el paisajista Carlos Haes, los generales Cassola, Ros de Olano y Bazaine quien protagonizó la rendición de Metz en la caída del II Imperio Francés, el novelista y poeta Manuel Fernández González, el editor Agustín Sáez de Jubera, el compositor Baltasar Saldoni, los políticos Benito Gutiérrez, Francisco de Ríos Rosas, el conde de Puñoenrostro, el dramaturgo José Campo Arana, el cantaor flamenco Porrina de Badajoz, el periodista Julián de Reoyo, el cantante Manuel Sanz de Terroba, el pedagogo Mariano Carderera.

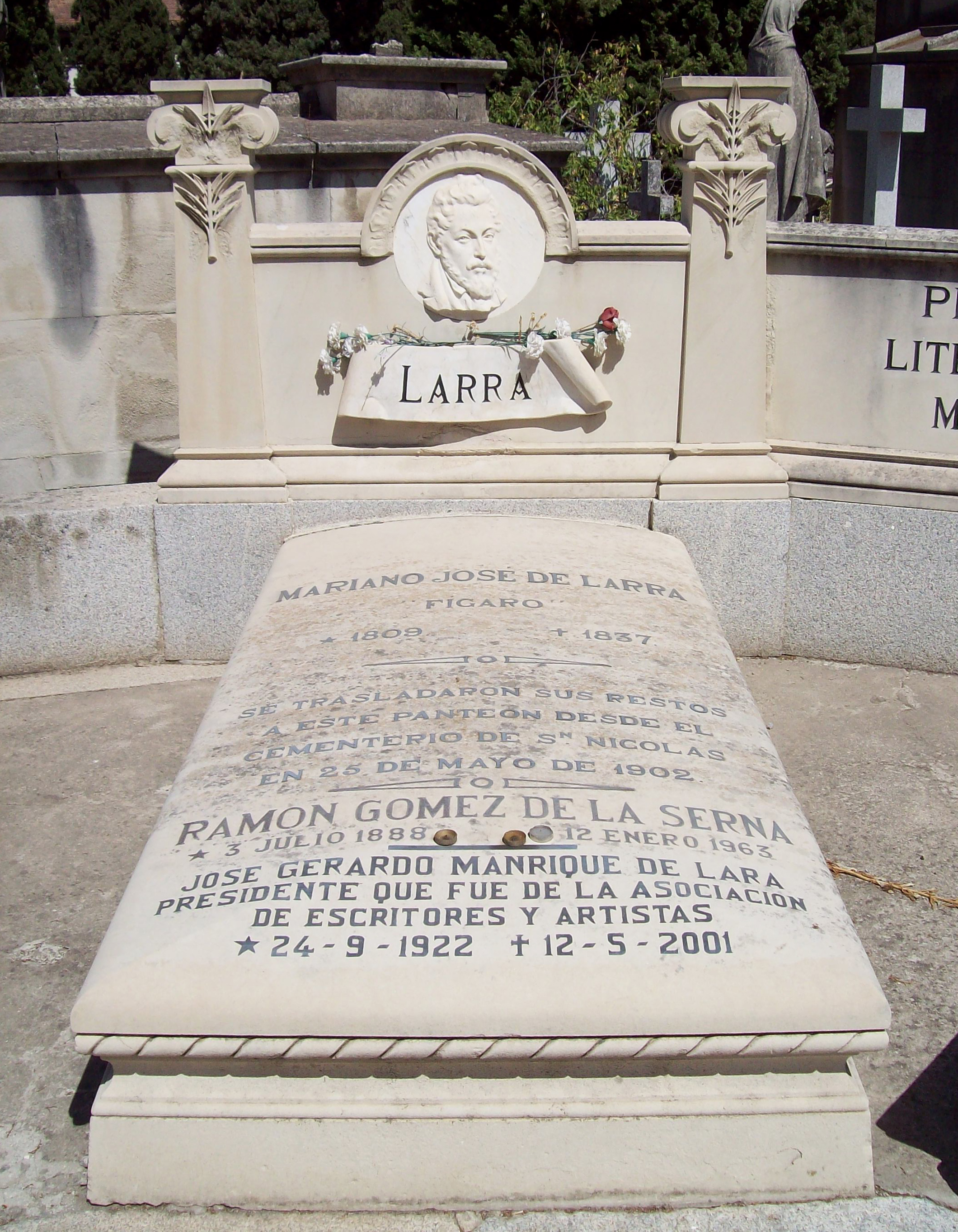
Tumba de Mariano José de Larra y Ramón Gómez de la Serna en el cementerio de San Justo.

- Patio de Santa Gertrudis:  Es el más grande del cementerio y está dividido en secciones. Están, entre otros, inhumados en él: los pintores Serafín Martínez del Rincón, Ramón Lapayese, Eduardo Rosales, Vicente Palmaroly y Eduardo Chicharro, los músicos y compositores Emilio Arrieta y, Federico Chueca,  Ruperto Chapí y Federico Moreno Torroba, el médico Juan Sanz Ramos, el doctor Vicente Llorente y el científico Pedro Felipe Monlau, los literatos Mariano José de Larra y Aureliano Fernández-Guerra, el pianista Dámaso Zabalza, el cronista de la Villa Hilario Peñasco, el cantante italiano Giorgio Ronconi, los poetas José Espronceda, Manuel Bretón de los Herreros, Antonio Fernández Grilo, Manuel de Palacio, Francisco Villaespesa y Juan Pascual Zorrilla, el marqués de Llano Hipólito González, los condes de Limpia, los marqueses de Vistabella, el marqués de Araciel, el primer marqués de Valdeiglesias Ignacio José Escobar, el economista Manuel Colmeiro, los generales Manuel Díez Alegría, Regalado, Fernando Fernández de Córdova y Valcárcel y Manuel Pavía, los periodistas Juan Álvarez de Lorenzana y Antolín García, el alcalde de Madrid Manuel María José de Galdo, la novelista Blanca de los Ríos, los actores Antonio García Gutiérrez, Manuel Dicenta, Luis Escobar, Antonio Rico, Rafael Calvo, Ricardo Calvo, Joaquín Arjona, Fernando Ossorio, Antonio Guzmán y Carlos Latorre, la famosa actriz del XIX Jerónima Llorente, los escritores Eduardo Marquina, Jorge Uscatescu,  Rafael Cansinos Assens, Luis Vidart, Gaspar Núñez de Arce, Ramón Gómez de la Serna y Juan Eugenio Hartzenbusch creador de "los amantes de Teruel", la escritora Mercedes Ballesteros, los comediógrafos Hermanos Álvarez Quintero, el cirujano Máximo García de la Torre, el literato José de Letamendi, el catedrático Pedro Sainz Rodríguez, el naturalista y farmacéutico Lorenzo Gómez-Pardo, el empresario teatral Cándido Lara, el autor teatral Manuel Tamayo y Baus, el ministro Santiago Ortiz de Mendivil, el político y gobernador civil Julián Zugasti y Sáenz, la soprano Lucrecia Arana, el bajo operístico José Mardones, el poeta Gustavo Adolfo Rosado Lora y el comerciante y concejal del ayuntamiento de Madrid Antonio Munsuri Sainz

- Patio de Nuestra Señora del Perpetuo Socorro: el ministro Alberto Martín Artajo, el escritor Julián Escudero Picazo, el pintor José Ramón Zaragoza, el académico José Forns Quadras o el empresario teatral Tirso García-Escudero.

- Patio: el escritor Adriano del Valle

- Patio: el periodista Julio Camba, el poeta Manuel Altolaguirre, el literato Ramón Menéndez Pidal, el actor José Luis Ozores, la princesa de Kapurthala Anita Delgado y la escritora Carmen Conde.

- Patio del Santísimo Sacramento: el arqueólogo Manuel Gómez Moreno, el banquero presidente de Banesto José María Aguirre, los músicos Grandio (padre e hijo), el componente del grupo musical "Los Bravos" Manuel Fernández Aparicio y la actriz y cantante Sara Montiel.

- Patio de las Ánimas: los actores Erasmo Pascual y Rafaela Aparicio

- Patio de San José y San Pedro: la bailaora Pastora Imperio.

El sacerdote Ignacio Belzunce Manterola fallecido el día 2 de enero del 2025 a los 54 años